# The Couch Trip (film)
The Couch Trip is een Amerikaanse komediefilm uit 1988, geregisseerd door Michael Ritchie. De film is losjes gebaseerd op de roman The Couch Trip (1971) van Ken Kolb en heeft hoofdrollen voor Dan Aykroyd, Walter Matthau, Charles Grodin en Donna Dixon.

## Verhaal
John W. Burns Jr. is een zelfverklaarde psychiatrische patiënt die is opgesloten in een instelling in Illinois. Wanneer hij per ongeluk een telefoontje beantwoordt dat bedoeld is voor Dr. Lawrence Baird, grijpt hij de kans om zich voor te doen als deze psychiater. Hij ontsnapt uit de kliniek en reist naar Los Angeles om de populaire radioshow van Dr. George Maitlin over te nemen.
In Los Angeles wordt Burns een sensatie op de radio, waarbij hij ongefilterd advies geeft en luisteraars uitnodigt voor evenementen. Hij ontmoet Donald Becker, een excentrieke man die zich voordoet als priester en als enige Burns' ware identiteit doorziet.
De situatie escaleert wanneer de echte Dr. Baird en Dr. Maitlin elkaar ontmoeten in Londen en ontdekken dat er een bedrieger actief is in Los Angeles. Ze keren terug om de zaak recht te zetten. Ondertussen overweegt Burns te vluchten met het verdiende geld, maar besluit terug te keren wanneer hij op televisie ziet dat Becker op het Hollywood Sign staat en om hulp roept. Burns wordt gearresteerd, maar uiteindelijk gered door Becker en Dr. Laura Rollins.

## Rolverdeling
| Acteur            | Personage               |
| ----------------- | ----------------------- |
| Dan Aykroyd       | John W. Burns Jr.       |
| Walter Matthau    | Donald Becker           |
| Charles Grodin    | George Maitlin          |
| Donna Dixon       | Laura Rollins           |
| Richard Romanus   | Harvey Michaels         |
| Mary Gross        | Vera Maitlin            |
| David Clennon     | Lawrence Baird          |
| Scott Thomson     | Klevin                  |
| David Wohl        | Dr. Smet                |
| Arye Gross        | Perry Kovin             |
| Victoria Jackson  | Robin                   |
| Michael DeLorenzo | Lopez                   |
| Mickey Jones      | Watkins                 |
| Chevy Chase       | "Condom Father" (cameo) |

## Ontvangst
De film ontving gemengde recensies. Op Rotten Tomatoes heeft The Couch Trip een score van 33% op basis van 9 recensies. Critici prezen de cast, maar bekritiseerden het script en de inconsistentie in de humor.